# America's Next Top Model (mùa 11)
America's Next Top Model, Mùa thi 11 là chương trình thứ mười một của loạt chương trình America's Next Top Model, được phát sóng kênh truyền hình The CW. Biểu ngữ cổ động mùa thi này là: "Cảm nhận tình yêu".. Mùa thi này gồm 14 thí sinh giống như các mùa thi trước (mùa thi 3, 4 và 10).
Đây là mùa thi đầu tiên trong chương trình có một thí sinh, Isis, đã người chuyển giới. Theo phát ngôn của Neil Giuliano đây là cơ hội chưa từng có trong lịch sử dành cho những người đồng tính.
Địa điểm quốc tế được chọn cho mùa thi là Amsterdam cho top 6.
Người thắng cuộc mùa thi có cơ hội nhận được một hợp đồng với công ty quản lý người mẫu hàng đầu Elite Model Management, một hợp đồng quảng cáo với thương hiệu mỹ phẩm CoverGirl trị giá $100.000, chụp hình trang bìa và 6 bài viết độc quyền trên tạp chí Seventeen.
Người chiến thắng mùa thi là McKey Sullivan, cô gái 19 tuổi đến từ Lake Forest, Illinois.
Tại Việt Nam, chương trình được phát sóng trên kênh Channel V của hệ thống truyền hình cáp STAR vào tối chủ nhật hàng tuần bắt đầu từ ngày 12 tháng 10, 2008 đến ngày 4 tháng 1, 2009.

## Thí sinh
(Tính tuổi lúc tham gia chương trình)
| Thí sinh            | Tuổi | Chiều cao               | Đến từ                           | Bị loại ở | Hạng |
| ------------------- | ---- | ----------------------- | -------------------------------- | --------- | ---- |
| Sharaun Brown       | 18   | 178 cm (5 ft 10 in)     | Chicago, Illinois                | Tập 2     | 14   |
| Nikeysha Clarke     | 19   | 180 cm (5 ft 11 in)     | Bronx, New York                  | Tập 3     | 13   |
| Brittany Rubalcaba  | 19   | 180 cm (5 ft 11 in)     | Henderson, Nevada                | Tập 4     | 12   |
| Hannah White        | 18   | 177 cm (5 ft 9+1⁄2 in)  | Fairbanks, Alaska                | Tập 5     | 11   |
| Isis King           | 22   | 170 cm (5 ft 7 in)      | Prince George's County, Maryland | Tập 5     | 10   |
| Clark Gilmer        | 19   | 178 cm (5 ft 10 in)     | Pawleys Island, South Carolina   | Tập 6     | 9    |
| Lauren Brie Harding | 20   | 178 cm (5 ft 10 in)     | Charlottesville, Virginia        | Tập 7     | 8    |
| Joslyn Pennywell    | 23   | 181 cm (5 ft 11+1⁄2 in) | Lucky, Louisiana                 | Tập 9     | 7    |
| Sheena Sakai        | 21   | 178 cm (5 ft 10 in)     | Harlem, New York                 | Tập 10    | 6    |
| Elina Ivanova       | 18   | 178 cm (5 ft 10 in)     | Seattle, Washington              | Tập 11    | 5    |
| Marjorie Conrad     | 19   | 180 cm (5 ft 11 in)     | San Francisco, California        | Tập 12    | 4    |
| Analeigh Tipton     | 19   | 179 cm (5 ft 10+1⁄2 in) | Sacramento, California           | Tập 13    | 3    |
| Samantha Potter     | 18   | 180 cm (5 ft 11 in)     | Woodland Hills, California       | Tập 13    | 2    |
| McKey Sullivan      | 19   | 183 cm (6 ft 0 in)      | Lake Forest, Illinois            | Tập 13    | 1    |

### Nhân sự
Hội đồng giám khảo
- Tyra Banks
- Nigel Barker
- Paulina Porizkova
- J. Alexander

Thành viên khác
- Jay Manuel, đạo diễn nghệ thuật
- Sutan, chuyên viên trang điểm
- Christian Marc, nhà tạo mẫu tóc
- Anda & Masha, chuyên viên phục trang

## Tóm lược nội dung

### Tập 1: The Notorious Fierce Fourtee
Khởi chiếu: 3 tháng 9 năm 2008
Khởi chiếu ở Việt Nam: 12 tháng 10 năm 2008
33 cô gái xinh đẹp được lựa chọn đã đến San Fernando Valley, California, họ gặp Alpha J and Beta J (Jay Manuel and Miss J) ở "Viện khoa học công nghệ Top Model". Họ được làm một loạt các đánh giá và phân tích bằng máy móc hiện đại công nghệ cao. Sau đó, họ gặp Tyra-bot (Tyra Banks), và cuộc phỏng vấn riêng từng cô gái bắt đầu. Trong lúc đó, Isis đã gây ngạc nghiên cho các cô gái khi cô tiết lộ rằng mình đã tham gia phẫu thuật chuyển đổi giới tính. 20 cô gái tham gia buổi chụp ảnh đầu tiên. Và cuối cùng, 14 cô gái được cho là có tiềm năng làm người mẫu nhất đã được chọn.

### Tập 2: Top Model Inauguration
Khởi chiếu: 3 tháng 9 năm 2008
Khởi chiếu ở Việt Nam: 19 tháng 10 năm 2008
14 cô gái đã được chọn được chở đến căn biệt thự ở Los Angeles, California. Các cô gái hỏi Isis về việc cô ấy đã chuyển đổi giới tính của mình, bao gồm cả thái độ thông cảm và khinh bỉ. Ngày tiếp theo, họ được đưa đến Magic Castle, một câu lạc bộ của các ảo thuật gia. Ở đó, các giảm khảo: Nigel Barker, Paulina Porizkova, Mr & Ms.J sẽ thực hiện 1 cuộc phỏng vấn riêng với từng thí sinh. Buổi chụp hình lần này có chủ đề về bầu cử, mỗi thí sính sẽ chụp về 1 thực trạng liên quan đến chính trị.
| Thí sinh    | Vấn đề chính trị     |
| ----------- | -------------------- |
| Analeigh    | Chăm sóc sức khoẻ    |
| Brittany    | Quân sự              |
| Clark       | Quan liêu            |
| Elina       | Quan hệ ngoại giao   |
| Hannah      | Vũ khí nguyên tử     |
| Isis        | Bảo mật              |
| Joslyn      | Thất nghiệp          |
| Lauren Brie | Giáo dục             |
| Marjorie    | Nhập cư              |
| McKey       | Môi trường           |
| Nikeysha    | Sinh sản vô tính     |
| Samantha    | Kinh tế              |
| Sharaun     | An ninh - Quốc phòng |
| Sheena      | Năng lượng           |

Khi đánh giá ảnh của từng thí sinh, một điều mới đã được thông báo đó là thí sinh nào có tấm ảnh được goi đầu tiên thì tấm ảnh đó sẽ được trưng bày ở căn biệt thự của họ suốt tuần, và bức ảnh đầu tiên được trưng bày là của Marjorie. Các giám khảo đã thực sự không ấn tượng với bức ảnh của Shauraun cũng như trong buổi phỏng vấn ở Magic Castle, Nikeysha cũng không được đánh giá cao vì cô quá ngụy biện cho bức ảnh của mình. Cả hai người đã bị xếp ở "Bottom Two". Kết quả, Sharaun là người đầu tiên bị loại, vì hội đồng giám khảo không thấy được thực lực của cô, và cũng vì cô quá tự kiêu, luôn cho rằng mình đã là " America's Next Top Model " (Cô đã nói điều này trong tập phim tuyển chọn cũng như khi phỏng vấn ở Magic Castle)
- Rớt chót: Nikeysha Clarke & Sharaun Brown
- Bị loại: Sharaun Brown
- Ảnh của tuần: Marjorie Conrad
- Nhiếp ảnh gia: Mike Rosenthal
- Khách mời đặc biệt: Ed Alonzo, Christian Marc, Sutan
- Top Model bứt phá: Toccara Jones (Mùa 3)

### Tập 3: The Ladder of Model Success
Khởi chiếu: 10 tháng 9 năm 2008
Khởi chiếu ở Việt Nam: 26 tháng 10 năm 2008
Mở đầu tập phim, các thí sinh được học tạo dáng với chuyên gia Benny Ninja và người mẫu, kiêm vận động viên uốn dẻo Bree Robertson. Sau bài học, các thí sinh nhận được thử thách từ nhà thiết kế giỏ xách Tarina Tarantino, nhiệm vụ của các thí sinh là tạo dáng cơ thể cùng với giỏ xách và đồ trang sức nhưng phải thể hiện được vẻ đẹp bản thân đồng thời tạo điểm nhấn ở các phụ kiện. Sheena bị giám khảo chỉ trích vì đã đặt phụ kiện ở những vùng nhạy cảm trên cơ thể (vùng bẹn), đây là một trong những điều cấm kị trong ngành công nghiệp quảng cáo vì chúng rất phản cảm. Và Tarina Tarantino đã chọn Elina làm người chiến thắng thử thách, giải thưởng cho cô là một hợp đồng quảng cáo với những chiếc giỏ xách được đem ra làm thử thách..
Tại ngôi nhà siêu mẫu, Isis bị quay cảnh tiêm hooc-môn tăng cường nội tiết tố nữ. Buổi tối tại hồ bơi, các cô gái chơi với nhau tại hồ bơi và Elina đã hôn Clark. Điều này khiến cho cô gái vùng quê Alaska - Hannah rất hoảng loạn, cô đã hất lưng khi Isis đang đến gần. Cuộc vui kết thúc trong nước mắt rối loạn của Hannah.
Tuần này, các thí sinh phải làm việc với một chiếc thang thả rơi từ khinh khí cầu. Tại phòng giám khảo, sau khi phủ nhận việc phẫu thuật thẩm mỹ nâng ngực, Sheena đã thú thật mọi chuyện liên quan. Elina, Joslyn, Marjorie và Lauren Brie nhận được rất nhiều lời tán thưởng từ hội đồng giám khảo. Và Tyra tiết lộ rằng bức ảnh của Lauren Brie có thể là ảnh chụp tốt nhất từ trước đến giờ. Trong khi đó Isis và Nikeysha phải đối mặt với nguy cơ bị loại do thể hiện không tốt. Kết quả, ảnh của Lauren Brie được hội đồng giám khảo đồng thuận xét là ảnh chụp tốt nhất lịch sử ANTM, và Nikeysha bị loại do chống đối và không biết tiếp thu ý kiến của hội đồng giám khảo.
- Rớt chót: Isis King & Nikeysha Clarke
- Bị loại: Nikeysha Clarke
- Ảnh của tuần: Lauren Brie Hardings
- Nhiếp ảnh gia: Mike Ruiz
- Khách mời đặc biệt: Benny Ninja, Tarina Tarantino, Bree Robertson, Christian Marc, Sutan
- Top Model bứt phá: Shannon Stewart (Mùa 1)

### Tập 4: You’re Beautiful, Now Change
Khởi chiếu: 17 tháng 9 năm 2008
Khởi chiếu ở Việt Nam: 2 tháng 11 năm 2008
Tyra đã tổ chức một bữa tiệc pizza với tất cả các cô gái. Sau đó, cô ấy thông báo rằng việc chăm sóc ngoại hình cho các thí sinh sẽ diễn ra vào ngày mai. Điều này không giống với các mùa thi trước, các cô gái không hề được báo trước cho đến khi việc chăm sóc ngoại hình đã hoàn tất. Rất nhiều người đã thích vẻ ngoài với của mình, riêng Elina đã khóc rất nhiều vì cho rằng ngoại hình mới không phù hợp với cô. Sau đó, các cô gái được đưa đến Wal Mart cho một thử thách của CoverGirl. Họ chỉ có 30 giây để giới thiệu về sản phẩm mà không hề có kịch bản trước Cách quảng cáo của Hannah được cho là tốt nhất và cô ấy đã nhận phần thưởng là được xuất hiện trên website của Covergirl đồng thời là một phiếu mua hàng trị giá 1000 đô la của Wal Mart
Tuần này, các cô gái sẽ phải chụp ảnh để quảng cáo cho đồ tắm của Susan Holmes. Áp lực được tăng thêm khi Susan Holmes tham gia vào buổi chụp hình. Jay Manuel ở phía sau để hướng dẫn 
Tại buổi đánh giá, Elina đã được khen ngợi vì sự sắc sảo, bí ẩn của cô trong tấm ảnh. Analeigh và Brittany đã bị xếp ở "Bottom Two"; Analeigh đã không tận dụng hết khả năng tạo dáng, Brittany thì bị cho rằng quá mang tính thương mại và không thể hiện được niềm đam mê trong bức ảnh. Cuối cùng, Brittany đã bị loại
- Rớt chót: Analeigh Tipton & Brittany Rubalcaba
- Bị loại: Brittany Rubalcaba
- Ảnh chụp tốt nhất của tuần: Elina Ivanova
- Nhiếp ảnh gia: Russell James
- Khách mời đặc biệt: Susan Holmes, Neil Weisberg, Amanda George, Sutan, Christian Marc, Kiyah Wright, Cristen Chin Barker
- Top Model bứt phá: Lisa Jackson (Mùa 9)

### Tập 5: Fierce Eyes
Khởi chiếu: 24 tháng 9 năm 2008
Khởi chiếu ở Việt Nam: 9 tháng 11 năm 2008
Những cô gái học được một bài học bước đi trên sàn diễn trong điểm chơi bowling từ J. Alexander. Ngày tiếp theo, họ tham dự vào một buổi diễn thời trang cho nhà thiết kế Jeremy Scott. Họ phải đeo dải băng bịt mắt (có thể nhìn xuyên qua được). Một cô gái sẽ bị loại nếu không làm tốt. Samantha kéo trang phục của mình lên trong lúc đi trên sàn diễn. Tuy nhiên, Hannah được coi là người tồi tệ nhất và cô đã bị loại ngay sau đó. Hannah là người thứ 2 trong lịch sử ANTM bị loại trước khi vào phòng ban giám khảo. Joslyn đã chiến thắng thử thách này vì được cho là người làm tốt nhất, cô được chụp hình cho tạp chí Seventeen. Joslyn đã chia sẻ chiến thắng với Sheena và Isis.
Trong tuần này, buổi chụp ảnh sẽ được thực hiện trong bể bơi của họ. Nigel Barker sẽ là người chụp ảnh cho các cô gái trong tư thế: một phần khuôn mặt ở dưới nước, trọng tâm được nhấn vào đôi mắt. Elina, Isis và Joslyn gặp khó khăn trong khi chụp ảnh.
Trong phòng ban giám khảo, Analeigh và Clark nhận được nhiều lời khen từ ban giám khảo vì bức ảnh cuốn hút, và ngôn ngữ hình thể của các cô. Mặc dù có một bức ảnh mạnh mẽ nhưng Samatha lại bị khiển trách bởi nhà thiết kế Jeremy Scott, ông cảm thấy phần trình diễn của Samatha trên sàn catwalk thật sự xúc phạm. Isis bị đánh giá thấp trong bức ảnh với đôi mắt thật buồn chán. Samatha và Isis rớt xuống cuối bảng. Cuối cùng, Isis bị loại.
- Bị loại ngoài phòng giám khảo: Hannah White
- Rớt chót: Isis King & Samantha Potter
- Bị loại: Isis King
- Ảnh của tuần: Clark Gilmer
- Nhiếp ảnh gia: Nigel Barker
- Khách mời đặc biệt: Jeremy Scott, Ann Shoket, Kira Plastinina, Sutan
- Top Model bứt phá: Chantal Jones (Mùa 9)

### Tập 6: Natural Beauty
Khởi chiếu: 1 tháng 10 năm 2008
Khởi chiếu ở Việt Nam: 26 tháng 11 năm 2008
Các cô gái gặp Paulina Porizkova tại 1 căn nhà trống để tham gia vào thử thách. Ở đó, học được dạy làm thế nào để một bộ trang phục rộng, quá khổ trở nên vừa với mình và hợp với bức ảnh. Sau đó, mỗi cô gái được chỉ định một bộ trang phục và phải thực hành những điều đã được dạy, làm cho những bộ trang phục đó trở nên vừa với bản thân. Samantha đã được nhắc nhở rằng cô ấy đã làm cho bộ váy trở nên thiếu tự nhiên. Trong khi đó, sự sáng tạo của McKey đã được đánh giá cao và cô đã chiến thắng thử thách. Phần thưởng là cô sẽ được chụp thêm 50 tấm hình cho lần chụp ảnh kế tiếp.
Trở về nhà, sự thiếu tự tin của Marjorie đã làm cho các cô gái khác tức giận vì họ đã hết lời động viên nhưng cô vẫn không thay đổi. Chủ đề của lần chụp ảnh tuần này là các cô gái sẽ phải thế hiện chân dung của những thiên tai đặc thù tại Los Angeles. Từng vai của họ là: 
| Thí sinh    | Thảm hoạ      |
| ----------- | ------------- |
| Analeigh    | Gió Santa Ana |
| Clark       | Mất điện      |
| Elina       | Động đất      |
| Joslyn      | Lở đất        |
| Lauren Brie | Bão tuyết     |
| Marjorie    | Tắc đường     |
| McKey       | Nóng nực      |
| Samantha    | Sóng thần     |
| Sheena      | Bão cát       |

Hầu hết các cô gái đều được khen ngợi về bức ảnh của mình, nhưng Lauren Brie đã được nhắc nhở rằng đừng chỉ thể hiện vẻ đẹp. Tuy nhiên, bức ảnh tầm thường của Clark và Joslyn đã làm cho họ bị xếp ở " Bottom Two ". Các giám khảo cho rằng Joslyn đã có một khởi đầu rất xuất sắc nhưng lại xuống dốc dần dần và phong độ không ổn định của Clark cũng làm các giám khảo lo lắng. Cuối cùng, tính cách mạnh mẽ của Joslyn đã bảo vệ cô ấy và Clark đã bị loại
- Rớt chót: Clark Gilmer & Joslyn Pennywell
- Bị loại: Clark Gilmer
- Ảnh chụp tốt nhất của tuần: Samantha Potter
- Nhiếp ảnh gia: Brian Edwards
- Top Model bứt phá: Eugena Washington (Mùa 7)

### Tập 7: The Fiercee Awards
Khởi chiếu: 8 tháng 10 năm 2008
Khởi chiếu ở Việt Nam: 23 tháng 11 năm 2008
Các cô gái được chính Tyra dạy về kỹ năng sáng tạo và phát triển hình tượng riêng trước công chúng, gọi là "hình tượng đặc trưng cá nhân". Lauren Brie, người được hội đồng giám khảo đánh giá rất cao ngay từ đầu chương trình, đã không hoàn tất được bài học và khiến Tyra khá thất vọng vì cô quá vụng về trong tạo dáng, một vẻ vụng về chưa từng thể hiện trên các bức ảnh đã chụp; Tyra nhận xét về những tư thế dường như đẹp nhưng nằm trong bức ảnh "rỗng tuếch". Ngược lại, vẻ vụng về thường ngày của Marjorie lại rất phát huy tác dụng khi lên hình; lưng hơi khòm nhưng rất riêng và mang vẻ Lưng gù nhà thờ Đức bà thời trang. Bài học cũng chính là thử thách trong tuần cho các thí sinh. Tyra đã chọn người thắng cuộc là Marjorie, Marjorie đã chia sẻ giải thường chiến thắng là dây chuyền đính kim cương trị giá $12.000 của thương hiệu Rafinity với Analeigh.
| Thí sinh    | Tư thế cá nhân                    |
| ----------- | --------------------------------- |
| Analeigh    | Vận động viên trượt băng nổi loạn |
| Elina       | Top Model hàng đầu thế giới       |
| Joslyn      | Bộc lộ bản thân                   |
| Lauren Brie | Tay mơ lướt sóng                  |
| Marjorie    | Lưng gù nhà thờ Đức bà            |
| McKey       | Đấm bốc                           |
| Samantha    | Đôi tay                           |
| Sheena      | Múa cổ truyền                     |

Tuần này, các cô gái sẽ đến thăm và chụp hình ở nhà hát Orpheum, Los Angeles, tái hiện buổi trao giải thưởng Tyra’s Fiercee Awards trong chương trình The Tyra Banks Show. Marjorie và Analeigh gây được ấn tượng với Jay, còn Elina thì gặp rắc rối trong biểu lộ cảm xúc.
| Thí sinh    | Buổi lễ tan nát                                                            |
| ----------- | -------------------------------------------------------------------------- |
| Analeigh    | Phóng viên phỏng vấn với thái độ bất cần                                   |
| Elina       | Thể hiện trạng thái xúc động trong bài phát biểu sau khi đoạt giải         |
| Joslyn      | Bị "đụng hàng" với một ngôi sao mới nổi (mặc bộ trang phục giống hệt nhau) |
| Lauren Brie | Trượt ngã trên bậc thang                                                   |
| Marjorie    | Rắc rối với chiếc đầm dài khi đi… toilet                                   |
| McKey       | Tin chắc rằng mình sẽ được trao giải nhưng lại không như thế               |
| Samantha    | Không đọc được lời phát biểu vì ánh sáng                                   |
| Sheena      | Bị người khác giẫm lên váy                                                 |

Trong phòng giám khảo, các lỗi trong bức ảnh đã thổi tạt Lauren Brie và Sheena xuống chót bảng xếp hạng. Các giám khảo cho rằng tính cách thú vị của Lauren Brie đã không còn và phong độ của Sheena lại không ổn định. Sheena cũng được nhắc nhở rằng không nên tỏ ra quá gợi cảm. Tuy nhiên, với tính cách thân thiện, Sheena đã được ở lại với cuộc thi. Lauren Brie đã bị loại
- Rớt chót: Lauren Brie Harding & Sheena Sakai
- Bị loại: Lauren Brie Harding
- Ảnh chụp tốt nhất của tuần: Marjorie Conrad
- Nhiếp ảnh gia: Mike Rosenthal
- Khách mời đặc biệt: Jim De Yonker, Kiyah Wright, Ann Mangini, Sutan, Christian Marc
- Top Model bứt phá: Danielle Evans (Mùa 6)

### Tập 8: Top Model 11 Confidential
Khởi chiếu: 15 tháng 10 năm 2008
Khởi chiếu ở Việt Nam: 30 tháng 11 năm 2008
Đây là tập phim tổng kết những kỉ niệm đáng nhớ trong suốt những tập trước. Trình chiếu những thước phim chưa từng công bố trong các tập trước: Samantha phải nằm ngủ dưới đất (14 cô gái nhưng chỉ có 13 chiếc giường); Elina và Sheena cãi vã "rầm trời"; Sheena bị tỉa mất chỏm tóc khi ở Salon (viện tạo mẫu tóc); Nikeysha đọc rap; Các cô gái dự dạ tiệc ở Red Pearl Kitchen, Hollywood và lúc bị ong chích.
- Top Model bứt phá: Nicole Linkletter (Mùa 5)

### Tập 9: Now You See Me, Now You Don't
Khởi chiếu: 22 tháng 10 năm 2008
Khởi chiếu ở Việt Nam: 7 tháng 12 năm 2008
Các cô gái nhận được một bài học từ Anh em Aswirl về cách trưng bày quần áo đúng cách. Điều này ngay lập tức tiếp theo là một thử thách trong đó họ phải mặc một bộ đồ lót màu xanh lá cây để che giấu cơ thể của họ thông qua màn hình xanh trong khi làm mẫu quần áo cho Petro Zillia, được đánh giá bởi Ann Shoket. Trong khi nhiều người bị chỉ trích, Elina được chọn là người chiến thắng và được quay một buổi lễ thời trang cho Seventeen cùng với Analeigh và Marjorie. Khi họ trở về, Elina và Sheena tranh luận về việc liệu đó có phải là đạo đức giả đối với Elina, một người vô thần, sẽ xuất hiện trong một kỳ nghỉ.
Ngày hôm sau, các cô gái gặp người chiến thắng Mùa 10 Whitney Thompson để chụp quảng cáo thương mại CoverGirl. Họ được phân bổ năm mất và nhận được để đọc các dòng của họ từ một teleprompter. Trong khi những người khác đấu tranh, Joslyn bị bệnh và có một thời gian khó khăn.
Khi phán xét, Tyra thách các cô gái đi bằng gỗ Clog, dẫn cô thông báo rằng họ sẽ đến Amsterdam, mặc dù một thí sinh sẽ bị loại trước tiên. Analeigh được đánh giá rất cao, với Tyra nói rằng quảng cáo của cô là quảng cáo hay nhất trong lịch sử ANTM. Sheena cũng được khen ngợi vì tính cách của cô trong quảng cáo. Tuy nhiên, Elina một lần nữa bị chỉ trích vì quá gò bó. Ngược lại, Joslyn được thông báo rằng cô ấy đã hoạt động quá mức, mặc dù cô ấy được khen ngợi vì đã kéo qua và thực hiện quảng cáo mặc dù rất ốm yếu. Tyra lưu ý hai người phụ nữ có những thế mạnh rất khác nhau và Joslyn được cho biết rằng cô là "người sống sót", để cô tin rằng mình đã làm được, nhưng Tyra tiết lộ bức ảnh của Elina, nói với Joslyn rằng cô sẽ có thể sống sót khi bị loại.
- Rớt chót: Elina Ivanova & Joslyn Pennywell
- Bị loại: Joslyn Pennywell
- Ảnh chụp tốt nhất của tuần: Analeigh Tipton
- Đạo diễn hình: Frank Ockenfels
- Khách mời đặc biệt: Whitney Thompson, James St. James, Ann Shoket, Christian Marc, song sinh Aswirl
- Top Model bứt phá: Jaslene Gonzalez (Mùa 8)

### Tập 10: Planes, Trains and Slow Automobiles
Khởi chiếu: 29 tháng 10 năm 2008
Khởi chiếu ở Việt Nam: 14 tháng 12 năm 2008
Khi các cô gái tới Amsterdam, họ được chia ra theo từng cặp đôi, ở cùng nhau trong thời gian đối mặt với những chướng ngại vật mới. Cặp đôi Elina và Samantha nhanh chóng ghi được thêm 50 điểm nhờ dễ thích ứng với hoàn cảnh mới. Red Light là nơi để bắt đầu vòng thi thử thách, trong thời gian này các thí sinh phải tham gia hoạt động trình diễn trang phục của một số nhà thiết kế, đồng thời giúp họ bán những mẫu trang phục với mức giá hời nhất. McKey và Samantha chiến thắng trong phần thi này và được lựa chọn để sải bước cùng các người mẫu chuyên nghiệp trên sàn catwalk trong Tuần lễ thời trang.
Bước vào phần thi chụp ảnh – phần thi quyết định việc đi - ở của các thí sinh. 7 thí sinh lọt vào vòng 10 được yêu cầu tạo dáng trên thuyền trong trang phục mang phong cách thế kỷ 17 và đôi giày cao chót vót. Thậm chí đôi giày mà McKey đi cao tới 25 phân. McKey, Analeigh và Marjorie được đánh giá rất cao trong buổi chụp của mình. Và một phần vì diễn thành công với đôi giày cao như vậy nên McKey đã giành được ngôi vị cao nhất của phần thi.
Lần thứ hai trong hai tập liên tiếp Elina bị cảnh báo, nhưng người bị loại khỏi cuộc chơi là Sheena Sakai, cô gái mang dòng máu châu Á duy nhất được lọt vào America’s Next Top Model mùa thứ 11.
- Rớt chót: Elina Ivanova & Sheena Sakai
- Bị loại: Sheena Sakai
- Ảnh chụp tốt nhất của tuần: McKey Sullivan
- Nhiếp ảnh gia: Andy Tan
- Khách mời đặc biệt: Daphne Deckers
- Top Model bứt phá: Katarzyna Dolińska (Mùa 10)

### Tập 11: The Final Five
Khởi chiếu: 5 tháng 11 năm 2008
Khởi chiếu ở Việt Nam: 21 tháng 12 năm 2008
Tuần này Tyra là nhiếp ảnh gia và chụp hai hình ảnh cho các cô gái - một với một khuôn mặt đơn giản, sạch sẽ và một với kiểu dáng nổi bật và quyến rũ chụp trên nền một nhà kho. Marjorie vật lôn ở tấm ảnh đầu tiên, nhưng trội hơn ở tấm thứ hai. Elina là một lần nữa mất kiểm soát. McKey và Samantha làm tốt cả hai tấm ảnh.
Tại bảng, ảnh Samantha được coi là tốt nhất và cô được gọi tên đầu tiên. Elina và Marjorie rót chót vì không thể hiện đúng phong cách của hai tấm ảnh (Marjorie thần kinh và mất kiểm soát Elina), nhưng việc xuất hiện vào top cuối ba lần liên tục khiến Elina bị loại và Marjorie được cho một cơ hội khác.
- Rớt chót: Elina Ivanova & Marjorie Conrad
- Bị loại: Elina Ivanova
- Ảnh chụp tốt nhất của tuần: Samantha Potter
- Nhiếp ảnh gia: Tyra Banks
- Khách mời đặc biệt: Frederick Koster, Pearl Macnack, Marlies Dekkers, Monique Collignon, Hans Ubbink, Mart Visser, Christian Marc, Sutan
- Top Model bứt phá: Mollie Sue Steenis-Gondi (Mùa 6)

### Tập 12: Good Times and Windmills
Khởi chiếu: 12 tháng 11 năm 2008
Khởi chiếu ở Việt Nam: 28 tháng 12 năm 2008
Bốn cô gái còn lại nhận được một bài học từ Paulina Porizkova về việc làm người mẫu với những đạo cụ khác thường. Sau đó, họ được thử thách cho một đoạn quảng cáo ngắn trong đó họ phải hôn người mẫu nam Mark Vanderloo. Marjorie được chọn là người chiến thắng và nhận được khoản mua sắm trị giá 10.000$ tại G-star mà cô ấy chia sẻ với Analeigh. Tối hôm đó, các cô gái buông thả khi họ mời những người chèo thuyền đi từ tập trước đến nhà.
Buổi chụp hình diễn ra ở vùng nông thôn Hà Lan, với những chiếc cối xay gió làm nền đi kèm với mái tóc và trang điểm ấn tượng. Analeigh và Elina nổi trội trong khi Samantha và McKey vật lộn. Khi đánh giá, Samantha một lần nữa bị chỉ trích vì ngoại hình thiếu chuyên nghiệp và vì có tổng thể phim tệ mặc dù tạo ra một bức ảnh đẹp. McKey được cảnh báo vì đã mất đi sự hấp dẫn trong nỗ lực hành động xa cách hơn và được gửi về nhà.
- Rớt chót: Marjorie Conrad & Samantha Potter
- Bị loại: Marjorie Conrad
- Ảnh chụp tốt nhất của tuần: Analeigh Tipton
- Khách mời đặc biệt: Ann Shoket
- Top Model bứt phá: Kim Stolz (Mùa 5)

### Tập 13: America’s Next Top Model Is...
Khởi chiếu: 19 tháng 11 năm 2008
Khởi chiếu ở Việt Nam: 4 tháng 1 năm 2009
Ba người cuối cùng nhận được Tyra Mail thông báo cho họ rằng quảng cáo CoverGirl của họ sẽ là vào ngày hôm sau. Khi họ đến nơi, các cô gái phát hiện ra rằng quảng cáo sẽ được tổ chức trên một chiếc thuyền đi qua Amsterdam và mỗi người sẽ phải trao một "nụ hôn ăn cắp cảnh" vào cuối quảng cáo. Thương mại của Samantha thiếu năng lượng trong khi Analeigh trở nên trống rỗng và phải được cho ăn. McKey đã sản xuất một quảng cáo tuyệt đẹp, cải thiện rất nhiều từ hiệu suất thương mại đầu tiên của cô. Sau đó, tất cả các cô gái đã quay quảng cáo in CoverGirl của họ với Jim De Yonker.
Tại buổi đánh giá, Samantha đã nhận được lời khen ngợi nhất trí cho cả ảnh thương mại và ảnh của cô, với bức ảnh của cô được coi là bức ảnh "người mẫu" duy nhất. Analeigh và Samantha hạ cánh ở hai vị trí cuối cùng, Analeigh cho Tyra nói "mềm mại, ngọt ngào, thương mại, khuôn mặt" và Samantha vì trông rất thương mại nhưng không có khả năng thương mại trên máy ảnh. Cùng với đó, Analeigh đã được gửi về nhà. Hai người cuối cùng đã chụp bìa tạp chí Seventeen của họ, trong đó cả hai đều gây ấn tượng với Ann Shoket.
McKey và Samantha đã tham gia cùng người chiến thắng Mùa 10 Whitney Thompson, và người chiến thắng Holland's Next Top Model, Mùa 4 Ananda Marchildon trình diễn thời trang theo chủ đề cổ tích. Cả hai cô gái đều cho thấy những bước đi nhất quán, mặc dù cả hai đều bị chỉ trích rằng họ không mạnh mẽ như họ có thể. Trong quá trình cân nhắc, các thẩm phán đã nhận ra rằng cả hai cô gái đều có những bộ ảnh tuyệt đẹp và đã được cải thiện rất nhiều khi trở thành người mẫu từ lần chụp đầu tiên. Vẻ ngoài sắc sảo, thời trang cao cấp của Mckey trong ảnh, khả năng thương mại và thanh chống tuyệt đẹp đã được thừa nhận cũng như sức hấp dẫn thương mại của Samantha, nhưng hình ảnh thời trang cao cấp. Các cô gái được gọi trở lại và Tyra thông báo rằng McKey là người chiến thắng.
- Rớt chót: Analeigh Tipton & Samantha Potter
- Bị loại: Analeigh Tipton
- Ảnh chụp tốt nhất của tuần: McKey Sullivan
- Hai thí sinh cuối: McKey Sullivan & Samantha Potter
- America's Next Top Model: McKey Sullivan
- Nhiếp ảnh gia: Jim De Yonker, Nigel Barker
- Đạo diễn hình: Jay Manuel, Elyssa Traub
- Khách mời đặc biệt: Whitney Thompson, Ananda Marchildon (Người chiến thắng HNTM, Mùa 4), Addy van den Krommenacker, Sutan, Ann Shoket
- Top Model bứt phá: Anya Kop (Mùa 10)

## Tổng kết

### Thứ tự gọi tên
| Thứ tự | Tập      | Tập      | Tập      | Tập      | Tập      | Tập      | Tập      | Tập      | Tập      | Tập      | Tập      | Tập      | Tập      |  |
| Thứ tự | 1        | 2        | 3        | 4        | 5        | 6        | 7        | 9        | 10       | 11       | 12       | 13       | 13       |  |
| ------ | -------- | -------- | -------- | -------- | -------- | -------- | -------- | -------- | -------- | -------- | -------- | -------- | -------- |  |
| 1      | Sheena   | Marjorie | Lauren   | Elina    | Clark    | Samantha | Marjorie | Analeigh | McKey    | Samantha | Analeigh | McKey    | McKey    |  |
| 2      | Analeigh | Isis     | Elina    | Lauren   | Analeigh | Analeigh | Analeigh | Sheena   | Analeigh | McKey    | McKey    | Samantha | Samantha |  |
| 3      | Nikeysha | McKey    | Joslyn   | Samantha | Lauren   | McKey    | McKey    | Samantha | Marjorie | Analeigh | Samantha | Analeigh |          |  |
| 4      | Marjorie | Joslyn   | Marjorie | McKey    | Sheena   | Elina    | Samantha | Marjorie | Samantha | Marjorie | Marjorie |          |          |  |
| 5      | Samantha | Elina    | McKey    | Sheena   | McKey    | Marjorie | Elina    | McKey    | Elina    | Elina    |          |          |          |  |
| 6      | Elina    | Samantha | Samantha | Joslyn   | Marjorie | Lauren   | Joslyn   | Elina    | Sheena   |          |          |          |          |  |
| 7      | Brittany | Brittany | Sheena   | Marjorie | Joslyn   | Sheena   | Sheena   | Joslyn   |          |          |          |          |          |  |
| 8      | McKey    | Sheena   | Hannah   | Clark    | Elina    | Joslyn   | Lauren   |          |          |          |          |          |          |  |
| 9      | Sharaun  | Analeigh | Clark    | Isis     | Samantha | Clark    |          |          |          |          |          |          |          |  |
| 10     | Hannah   | Clark    | Brittany | Hannah   | Isis     |          |          |          |          |          |          |          |          |  |
| 11     | Lauren   | Lauren   | Analeigh | Analeigh | Hannah   |          |          |          |          |          |          |          |          |  |
| 12     | Isis     | Hannah   | Isis     | Brittany |          |          |          |          |          |          |          |          |          |  |
| 13     | Clark    | Nikeysha | Nikeysha |          |          |          |          |          |          |          |          |          |          |  |
| 14     | Joslyn   | Sharaun  |          |          |          |          |          |          |          |          |          |          |          |  |

     Thí sinh bị loại
     Thí sinh bị loại trước khi vào phòng giám khảo
     Thí sinh chiến thắng chung cuộc
- Trong tập 1, từ nhóm 20 cô gái, chỉ có 14 người được chọn vào cuộc thi chính thức. Thứ tự gọi tên không phản ánh độ xuất sắc của bức ảnh tuần đầu.
- Trong tập 5, Hannah bị loại trực tiếp ngoài phòng giám khảo vì sự thể hiện không đạt trong thử thách.
- Tập 8 là tổng kết những sự kiện đáng nhớ trong mùa.

### Chụp ảnh
- Tập 1: Tạo dáng trong bộ đồ bó (casting)
- Tập 2: Lá phiếu khêu gợi
- Tập 3: Váy dạ hội trên thang cuộn của khinh khí cầu
- Tập 4: Áo tắm ở Malibu (do Susan Holmes thiết kế)
- Tập 5: Đôi mắt ở lưng chừng mép nước
- Tập 6: Thảm kịch thiên nhiên ở Los Angeles
- Tập 7: Tạo dựng hình tượng riêng; Tan tành lễ trao giải thưởng
- Tập 9: Quảng cáo CoverGirl
- Tập 10: Quý bà thế kỉ 17 trên du thuyền
- Tập 11: Quá giản dị và quá ấn tượng
- Tập 12: Thời trang cối xay gió
- Tập 13: Quảng cáo CoverGirl WetSlicks Amaze Mint Lipgloss; Chụp ảnh bìa tạp chí Seventeen